# City of Devonport
City of Devonport is een Local Government Area (LGA) in Australië in de staat Tasmanië. City of Devonport telt 24.961 inwoners. De hoofdplaats is Devonport.